# Chitlin' circuit
Chitlin' circuit är en benämning på de scener som var öppna för svarta i södra och östra USA i det tidevarv rassegregationen var en på ytan verkande faktor i större utsträckning än idag. Namnet kommer från en maträtt (Chitterlings) bestående av stuvade grisinälvor, och som serverades på dessa ställen.
Kända artister, som varit verksamma vid chitlin' circuits är bland andra Count Basie, Sam Cooke, Sheila Guyse, Jackie Wilson, Peg Leg Bates, George Benson, James Brown & The Famous Flames, Cab Calloway, Ray Charles, Dorothy Dandridge, Sammy Davis, Jr., Duke Ellington, Ella Fitzgerald, The Jackson 5, Redd Foxx, Aretha Franklin, Jimi Hendrix, Billie Holiday, John Lee Hooker, Lena Horne, Etta James, B.B. King, Patti LaBelle, Moms Mabley, The Delfonics, Gladys Knight & the Pips, Wilson Pickett, Richard Pryor, Otis Redding, Dr. Lonnie Smith, Marvin Gaye,  Little Richard, The Miracles, Ike & Tina Turner, The Four Tops, The Isley Brothers, The Supremes, The Temptations, Little Anthony and the Imperials,  Tammi Terrell, Muddy Waters, Flip Wilson och Jimmie Walker.